# 국립국회도서관 분류표
국립국회도서관 분류표(일본어: 国立国会図書館分類表 고쿠리쓰콧카이토쇼칸분루이효[*], National Diet Library Classification; NDLC)는 일본 국립국회도서관에서 사용하는 도서 분류법이다.

## 특징
기호 방법으로 로마자와 정수를 결합한 혼합형 비 십진법 분류 방법을 채택하고있다. 예를 들어, "ND511"이면, "N"은 "과학 기술", "ND"는 "전기 공학", "ND511"은 "전기 통신"을 의미한다.

## 분류 체계
- A : 정치, 법률, 행정
- B : 의회 자료
- C : 법령 자료
- D : 경제, 산업
- E : 사회, 노동
- F : 교육
- G : 역사, 지리
- H : 철학, 종교
- K : 예술, 언어, 문학
- M ~ S : 과학 기술
- U : 학술, 저널리즘
- V : 특별 컬렉션
- W : 고서
- Y : 아동 도서, 간이 자료, 특수 자료
- Z : 연속 간행 자료

## 채용하고 있는 도서관
- 국립국회도서관
- 교토 대학 부속 도서관
- 도호쿠 대학 부속 도서관